# Kreis Bützow

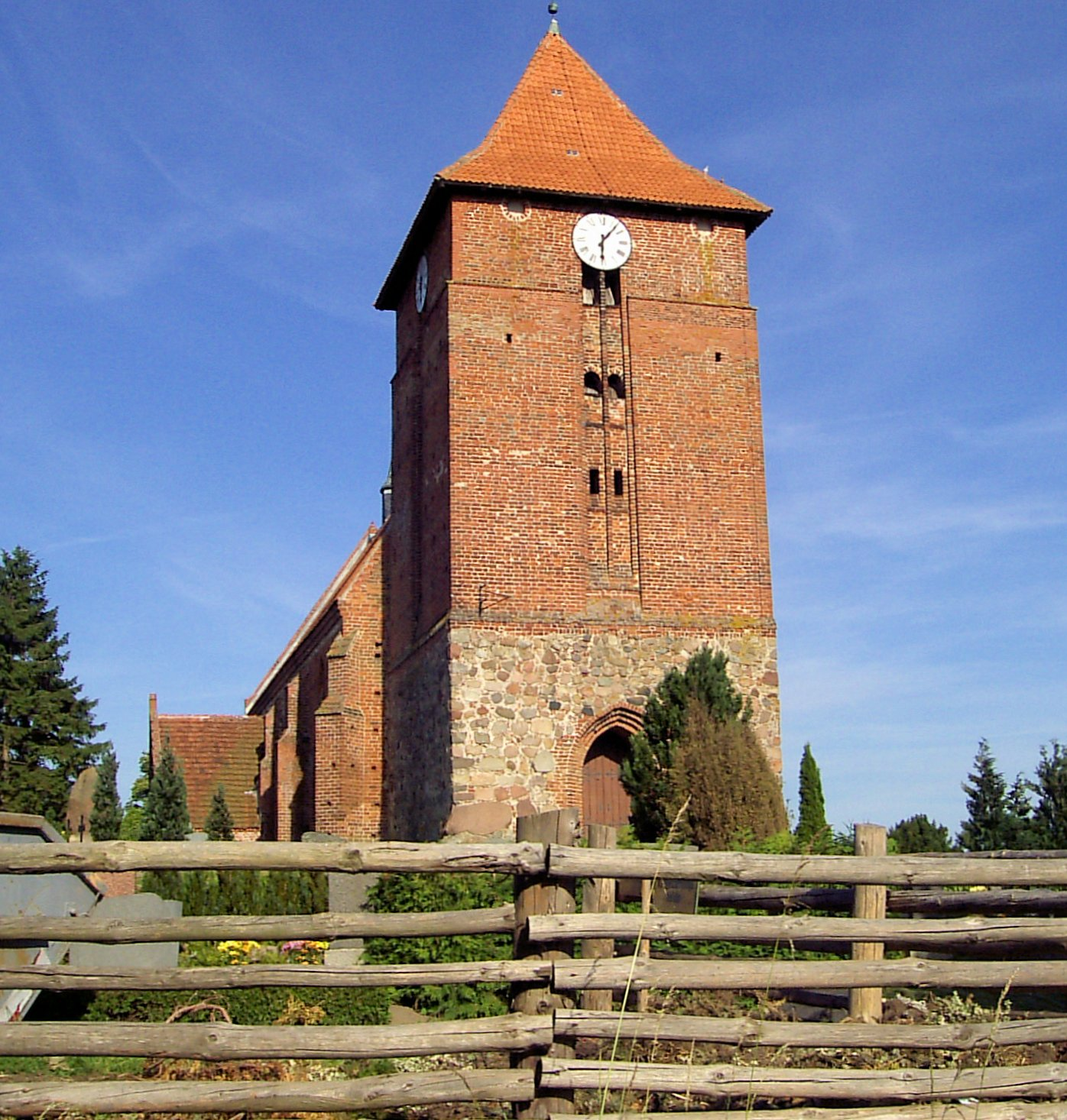
Zweischiffige Kirche in Tarnow

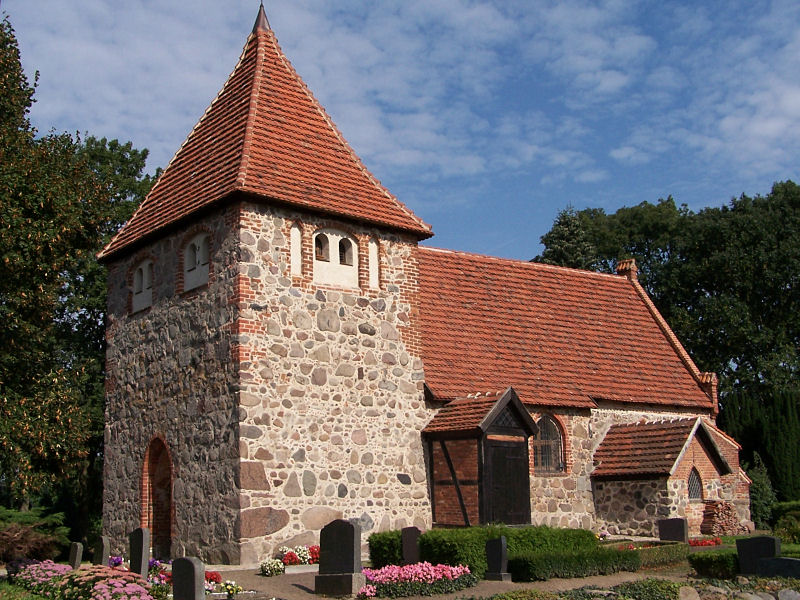
Dorfkirche in Laase

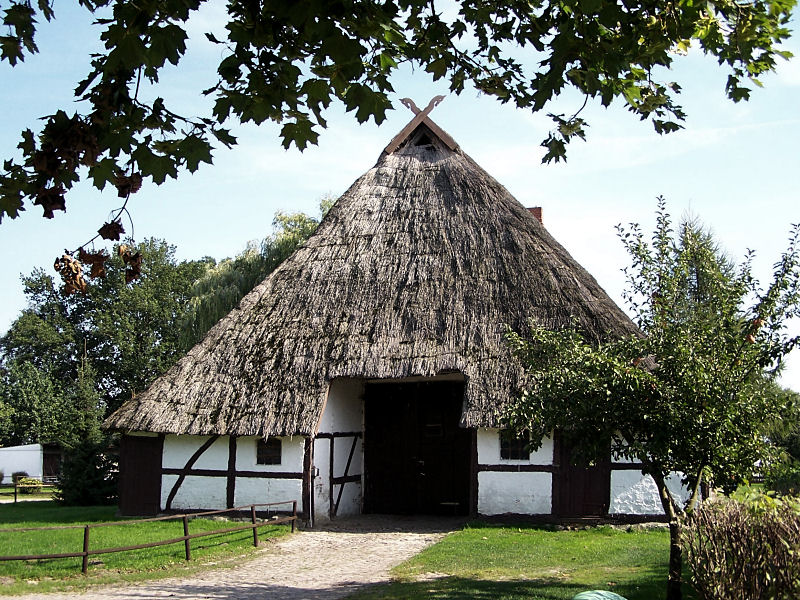
Historisches Bauernhaus in Passin

Der Kreis Bützow war ein Kreis im Norden des Bezirkes Schwerin in der DDR. Ab dem 17. Mai 1990 bestand er als Landkreis Bützow fort. Sein Gebiet gehört heute zum Landkreis Rostock in Mecklenburg-Vorpommern. Der Sitz der Kreisverwaltung befand sich von 1961 bis 1990 im ehemaligen Gebäude des Centralgefängnisses am Schlossplatz in Bützow.

## Geschichte
Der mecklenburgische Kreis Bützow entstand bei der Auflösung der Länder am 25. Juli 1952 aus dem Westteil des ehemaligen Landkreises Güstrow und gehörte dem neu gebildeten Bezirk Schwerin an. Der Kreis kam am 3. Oktober 1990 in das neu gegründete Bundesland Mecklenburg-Vorpommern innerhalb des Beitrittsgebietes zur Bundesrepublik Deutschland. Am 12. Juni 1994 wurde der Kreis (seit dem 17. Mai 1990 als Landkreis bezeichnet) aufgelöst und geteilt: der Großteil (28) wurde mit dem Landkreis Teterow und dem Landkreis Güstrow wieder im Landkreis Güstrow vereinigt, während das Amt Schwaan mit damals acht Gemeinden im Nordosten an den Landkreis Bad Doberan fiel.

## Geografie

### Lage
Das Kreisgebiet nördlich der Mecklenburgischen Seenplatte erstreckte sich vom Bützower Becken, das nur wenige Meter über dem Meeresspiegel lag, bis hin zu den Höhenzügen des Rugbergs, auf dem sich der zu jener Zeit 64 Meter hohe Fernsehturm Schlemmin befand. Von der mittlerweile nicht mehr zugänglichen Aussichtsplattform des Turms hatte man einen Blick bis zu den Hansestädten Rostock und Wismar.

### Landschaft
Die Landschaft des Kreises Bützow wurde stark von der Eiszeit geprägt, als vor etwa 17.000 Jahren eine bis zu 1.000 Meter dicke Eisschicht die Region bedeckte. Diese hinterließ Grundmoränen und Endmoränen, darunter einen Höhenzug im Baltischen Landrücken, der sich von Zehna nach Wismar erstreckte. In einer Tiefe von 100 bis 300 Metern lagen ältere Gesteinsschichten. Zu den höchsten Erhebungen zählten der Rugberg und der Kellerberg bei Schlemmin.
Beim Schmelzen der Gletscher entstanden Urstromtäler, die die Region prägten und in denen sich nach der Eiszeit Pflanzen, Tiere und Menschen ansiedelten. Zahlreiche Seen, wie der Rosenower See, bildeten sich durch das Schmelzwasser von zurückgebliebenen Eisblöcken. Flüsse wie die Warnow und Mildenitz formten die Moränenablagerungen weiter. Menschliche Eingriffe in die Natur begannen vor etwa 1.000 Jahren.

### Gewässer
Seen
Die Seen des Kreises umfassten den Groß Tessiner See, den Rühner See, den Bützower See, den Peetscher See, den Trechower See, den Schwarzen See, den Rosenower See, den Oetteliner See, den Sülzpfuhl, den Viersee, und den Triensee. 
Flüsse
Warnow: Die Gesamtlänge des Flusses betrug 151 km, wovon etwa 45 km im Kreis Bützow verliefen. Durch verschiedene Flussregulierungen und Begradigungen sind zahlreiche „Tote Arme“ entstanden, insbesondere bei Eickhof, Warnow, Rühn, Oettelin und Kambs. Die Quelle des Flusses befindet sich bei Grebbin im Landkreis Parchim.
Nebel: Die Quelle entsprang im Malkwitzer See im Kreis Waren. Etwa drei Kilometer vor der Mündung in die Warnow, in der Nähe von Bützow, vereinte sich der Fluss mit dem zu Beginn dieses Jahrhunderts erbauten Bützow-Güstrow-Kanal.
Beke: Sie durchquerte nahezu ausschließlich den Kreis Bützow, abgesehen von ihrem Quellgebiet nordwestlich des Groß Tessiner Sees, das sich über etwa 4 Kilometer erstreckt. Nördlich von Schwaan vereinigt sie sich mit der Warnow.

### Fläche und Einwohnerzahl
Die Fläche des Kreises betrug 502 km², was 5,8 % der Gesamtfläche des Bezirks Schwerin entsprach. 
Im Jahr 1985 zählte die Bevölkerung 29.534 Einwohner, davon waren 14.264 männlich und 15.270 weiblich. Die Stadt Bützow hatte 10.325 Einwohner, die Stadt Schwaan 5.811, während die Landgemeinden zusammen eine Bevölkerung von 13.398 Bürgern aufwiesen. Dies entsprach 5 % der Gesamtbevölkerung des Bezirks. Die Bevölkerungsdichte lag bei 59 Einwohnern pro km².

### Ausdehnung, Kreisgrenzen und Nachbarkreise
Der Kreis Bützow grenzte im Nordwesten an den Kreis Wismar-Land, im Südwesten und Süden an den Kreis Sternberg, im Osten an den Kreis Güstrow sowie im Norden an die Kreise Bad Doberan und Rostock-Land. 
Die nord-südliche Ausdehnung des Kreises, von Wokrent bis Lübzin, betrug 27,0 km, während die ost-westliche Ausdehnung zwischen Rukieten und Neu Käterhagen 27,5 km maß. Die Gesamtlänge der Kreisgrenze belief sich auf rund 123 km, davon erstreckten sich etwa 37,2 km zur Grenze des Kreises Güstrow, etwa 19,0 km zur Grenze des Kreises Rostock-Land, etwa 22,5 km zur Grenze des Kreises Bad Doberan, etwa 13,5 km zur Grenze des Kreises Wismar-Land und etwa 30,8 km zur Grenze des Kreises Sternberg.

## Politik und Verwaltung des Kreises Bützow von 1952 bis 1990
In der Deutschen Demokratischen Republik, auch im Kreis Bützow, wurde die staatliche Macht durch gewählte Volksvertretungen auf zentraler und regionaler Ebene ausgeübt. Diese Vertretungen, die die politische Willensbildung widerspiegelten, umfassten die Volkskammer, die Bezirkstage, die Kreistage, die Stadtverordnetenversammlungen sowie die Gemeindevertretungen. Alle wurden direkt von der Einwohnerschaft gewählt und trugen dazu bei, die  sozialistischen Staatsziele umzusetzen.

### Abgeordnete
Bei den Kommunalwahlen stellten Parteien und Massenorganisationen Kandidaten für den Kreistag auf. Nach Beratung in Versammlungen und Arbeitsgruppen wurden die Kandidaten, sofern keine Ablehnung erfolgte, in die offizielle Liste der Nationalen Front aufgenommen. Am Wahltag konnten die Bürger ihre Stimmen abgeben; Kandidaten mit mindestens 50 Prozent der Stimmen wurden gewählt. Die Wahl der örtlichen Volksvertretungen basierte auf ähnlichen Prinzipien wie beim Kreistag. Während Bürgermeister hauptamtlich tätig waren, waren die Mitglieder der Gemeinderäte ehrenamtlich aktiv. In den Städten Bützow und Schwaan gab es zusätzlich hauptamtliche Mitarbeiter, die die Ratsarbeit unterstützten.

### Kreistag
Der Kreistag war das wichtigste Gremium, das alle fünf Jahre von der Bevölkerung gewählt wurde, um ihre Interessen zu vertreten. Er setzte sich aus 90 Abgeordneten verschiedener Parteien und Organisationen zusammen, darunter 15 von der SED, 7 von der DBD, 6 von der CDU, 6 von der NDPD, 6 von der LDPD, 18 von der FDJ, 14 vom FDGB, 9 vom DFD sowie jeweils 3 Vertreter vom Konsum, Kulturbund und VdgB. Die Abgeordneten setzten sich aus Männern, Frauen und Jugendlichen zusammen. Sie bestanden aus Personen des Staatsapparats, Vertreterinnen und Vertretern verschiedener Parteien sowie aus Mitgliedern der Produktion. 
Der Kreistag traf Entscheidungen auf Basis der Gesetze der Volkskammer und des Bezirkstages. Zentrale Beschlüsse betrafen den Wirtschafts- und Haushaltsplan, die Entwicklung des Kreises, Bildung, Kultur, Landwirtschaft, Jugendförderung sowie Infrastruktur, Umwelt, Energie, Verkehr, Rechtssicherheit und Verteidigung. Zur Umsetzung seiner Beschlüsse wählte der Kreistag den Rat des Kreises als ständige Kommission. Insgesamt arbeitete der Kreistag daran, die sozialistische Gesellschaft zu gestalten und die ökonomische Leistungsfähigkeit des Kreises zu steigern.
Ständige Kommission des Kreistages
Die Ständigen Kommissionen des Kreistages organisierten die Mitwirkung der Bürger bei der Beschlussfassung und überwachten die Umsetzung der Gesetze und Beschlüsse durch den Kreisrat und Fachämter. Der Kreistag wählte hierfür Kommissionen in Bereichen wie Landwirtschaft, Sicherheit, Bau, Energie, Verkehr, Umwelt, Sozialwesen, Kultur sowie Jugend und Bildung.

### Rat des Kreises
Der Rat des Kreises bestand aus 18 Mitgliedern, die in unterschiedlichen Fachbereichen tätig waren und auf Grundlage von Kreistags-, Partei- und Regierungsbeschlüssen die Entwicklung in ihren Zuständigkeitsbereichen vorantrieben. Das Gremium arbeitete kollektiv und war dem Kreistag gegenüber rechenschaftspflichtig. Es wurde vom Vorsitzenden, einem ersten Stellvertreter sowie vier weiteren Stellvertretern geleitet. Zudem gab es Fachbereichsleiter für Bereiche wie Land- und Nahrungsgüterwirtschaft, Inneres, Finanzen, Bau, Wohnungspolitik, Arbeit, Energie, Verkehr, Umweltschutz, Wasserwirtschaft, Kultur, Jugend, Sport und Gesundheitswesen. Der Sekretär des Kreistags unterstützte die Arbeit des Rates.

## Wirtschaft und Infrastruktur
Die Landwirtschaft spielte in vielen Dörfern eine große Rolle. Neben der Grünlandwirtschaft in den Niederungen von Warnow und Nebel wurde im Kreis Bützow insbesondere Schweinemast betrieben. In der Kreisstadt Bützow waren Betriebe der Textil- und Schuhindustrie, des Maschinenbaus und ein Sauerstoffwerk ansässig. Die Baustoffindustrie in Wiendorf, Klein Sien und Schwaan nutzte die Tonvorkommen bei Wiendorf.
Über die Kreisgrenzen hinaus bekannt war die Haftanstalt Bützow-Dreibergen, die seit Mitte des 19. Jahrhunderts existierte.
Keine Fernverkehrsstraße führte durch den Kreis, die Städte Bützow und Schwaan waren über Landstraßen mit den überregionalen Verkehrsadern verbunden (Autobahn Berlin-Rostock, F 104, F 105). Eine Interzonenstrecke durchquerte zwischen 1961 und 1989 den Kreis. (Interzonenzug (Schnellzug), Köln–Rostock über Lübeck, Herrnburg, Bad Kleinen, Bützow, Rostock.) Die Hauptbahnlinie Schwerin-Rostock durchquerte den Kreis, von Schwaan und Bützow aus verkehrten Züge nach Güstrow.

## Städte und Gemeinden
Der Landkreis Bützow hatte am 3. Oktober 1990 37 Gemeinden, davon zwei Städte:
| - Bandow - Baumgarten - Benitz - Bernitt - Boitin - Bröbberow - Bützow, Stadt - Dreetz - Gnemern - Göllin - Jürgenshagen - Kassow - Katelbogen | - Klein Belitz - Klein Sien - Kurzen Trechow - Lübzin - Moisall - Neuendorf - Oettelin - Parkow - Penzin - Qualitz - Rosenow - Rühn | - Rukieten - Schlemmin - Schwaan, Stadt - Selow - Steinhagen - Tarnow - Viezen - Vorbeck - Warnow - Wiendorf - Zepelin - Zernin |

Ehemalige Gemeinden
- Göldenitz, am 1. Januar 1960 zu Rukieten
- Neu Bernitt, am 1. Januar 1973 zu Bernitt
- Werle, am 1. Januar 1978 zu Kassow
- Zeez, am 1. Januar 1960 zu Wiendorf

## Kfz-Kennzeichen
Den Kraftfahrzeugen (mit Ausnahme der Motorräder) und Anhängern wurden von etwa 1974 bis Ende 1990 dreibuchstabige Unterscheidungszeichen, die mit dem Buchstabenpaar BA begannen, zugewiesen. Die letzte für Motorräder genutzte Kennzeichenserie war BY 25–01 bis BY 50–00.
Anfang 1991 erhielt der Landkreis das Unterscheidungszeichen BÜZ. Es wurde bis zum 11. Juni 1994 ausgegeben. Seit dem 18. März 2013 ist es aufgrund der Kennzeichenliberalisierung im Landkreis Rostock erhältlich.